# Joyce Bamford-Addo

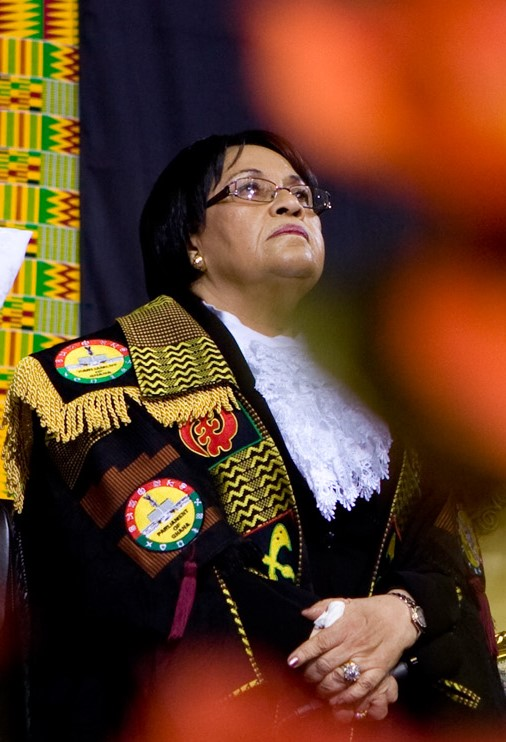
Joyce Bamford-Addo in Accra im Jahr 2009

Joyce Adeline Bamford-Addo (* 26. März 1937 in Accra/Ghana) ist eine ghanaische Politikerin und Juristin. Von 2009 bis 2013 war sie Sprecherin des ghanaischen Parlamentes. Zwischen 1991 und 2004 war sie Richterin am Obersten Gericht in Ghana.

## Leben
Bamford-Addo besuchte in Cape Coast zunächst die St. Mary’s Boarding School und später die OLA Boarding School, beides Schulen mit konfessionellem Hintergrund (katholisch). Für die weiterführende Schulbildung wechselte sie an die Holy Child School ebenfalls in Cape Coast.
Sie studierte Rechtswissenschaften in London und wurde 1961 zur Englischen Rechtsanwaltschaft (engl.: English Bar) zugelassen. Zwischen 1961 und 1962 war die Juristin in England beruflich tätig, bevor sie nach Ghana zurückkehrte und hier 1962 die ghanaische Rechtsanwaltszulassung erhielt. Zwischen 1963 und 1965 war sie im Dienstrang einer Staatsanwältin (engl. State Attorney), wurde 1965 in die Position einer ersten Staatsanwältin befördert (Senior State Attorney) und war zwischen 1970 und 1973 Oberstaatsanwältin (engl. Principal State Attorney). 1973 bis 1976 war Bambord-Addo leitende Oberstaatsanwältin (engl. Chief State Attorney) und wechselte im Anschluss als Leiterin der Staatsanwaltschaft in der Amt der Generalstaatsanwältin, welches sie bis 1986 innehatte.
Bei der beratenden Versammlung 1991 zur Ausarbeitung einer neuen Verfassung war sie zweite Stellvertretende Sprecherin. Zwischen 1991 und 2004 war sie als Richterin am Obersten Gericht in Ghana (engl. Supreme Court Judge) tätig. 2004 trat sie freiwillig in den Ruhestand.
Nach den Parlamentswahlen 2008 wurde sie am 7. Januar 2009 zur Sprecherin des fünften ghanaischen Parlamentes der vierten Republik Ghanas gewählt. Sie ist die erste Frau, die dieses Amt innehatte.